# تیم ملی والیبال مردان بلاروس
تیم ملی والیبال مردان بلاروس (انگلیسی: Belarus men's national volleyball team) از تیم‌های ملی و نماینده این کشور در رقابت‌های بین‌المللی است.